# Aérodrome de Kulhudhuffuchi
L'aérodrome de Kulhudhuffuchi, code IATA : HDK • code OACI : VRBK, est un aérodrome situé sur la ville de Kulhudhuffushi  dans l'atoll de Haa Dhaalu, aux Maldives . L'aéroport a ouvert le 9 août 2019. 

## Installations
L'aéroport réside à une altitude de 1 m au- dessus du niveau moyen de la mer. Il a une piste désignée 12/30 avec une surface en asphalte mesurant 1 220 x30 m .

## Situation
| \| 10 km1:7 410 000 \| Kulhudhuffuchi Hoarafuchi Funadhoo Maavaarulaa Hanimaadhoo Kooddoo Malé Kaadedhdhoo Kadhdhoo Maamigili Fuvahmulah Gan Dharavandhoo Thimarafushi Ifuru Kudahuvadhoo |
| 10 km1:7 410 000 |

## Compagnies aériennes et destinations
| Compagnies | Destinations                          |
| ---------- | ------------------------------------- |
| Maldivian  | Dharavandhoo (en), Ifuru, Malé Velana |

Actualisé le 3/12/2023